# Немир, Эдгар
Эдгар «Эд» Немир (англ. Edgar "Ed" Nemir; 23 июля 1910, Уэйко, Техас — 1 декабря 1969, Рино, Невада) — американский борец вольного стиля, серебряный призёр Олимпийских игр. 

## Биография
Родился в 1910 году в Техасе, затем переехал в Калифорнию, где получил степень в области права в юридической школе Boalt Hall Университета Беркли, член студенческого общества Фи Бета Каппа. Во время обучения занимался борьбой.
До олимпийских игр в активе имел лишь два титула (1929 и 1930) чемпиона Юга Тихоокеанского побережья. На Олимпийских играх 1932 года сумел завоевать серебряную медаль. 
См. таблицу турнира
Более известен в США не как борец, а как боксёр, тренер по боксу. С 1934 по 1969 год был тренером по боксу в Университете Беркли. 
Умер в 1969 году.